# Stadskantoor Goes
Het Stadskantoor (van) Goes is gevestigd aan de M.A. de Ruyterlaan in Goes, in de Nederlandse provincie Zeeland. 
Sinds de opening in oktober 2005 zijn hier de meeste gemeentelijke diensten gevestigd, met inbegrip van het gemeentearchief. Opmerkelijk is de "atrium"-constructie als dak. Dit is uitgevoerd als een soort glazen trap naar beneden, waarlangs opgepompt water loopt naar een vijver aan de voorkant van het gebouw. Deze wordt de "watertrap" genoemd. Aanvankelijk kende het gebouw de nodige lekkageproblemen, die echter niet aan deze bijzondere dakconstructie zouden zijn te wijten. De bouw kostte in totaal 23,4 miljoen euro. Daarmee was het Stadskantoor een van de duurste in Nederland.

## Oude stadskantoor
Tot 2005 bevond het stadskantoor zich aan de Oostsingel. Dit pand, dat in de jaren tachtig werd gerealiseerd, is nu het appartementencomplex Domiville.